# Sanfte Landung
Als sanfte Landung (auch: soft landing) wird in der Wirtschaft ein mögliches Folgeszenario auf eine konjunkturelle Boom-Phase bezeichnet. Hierbei schwächt sich die Wachstumsrate ab, wird jedoch nicht negativ, es gibt weder signifikante Gewinneinbrüche auf Unternehmerseite noch Entlassungen.
Aufgrund der ausbleibenden Rezession sowie Inflation kann man die sanfte Landung als Idealsituation nach einer gegipfelten Konjunkturphase sehen.
Synonym lässt sich der Begriff auch auf einzelne Märkte, wie z. B. den Immobilienmarkt anwenden.